# ساشا بفيفر
ساتشا فيفر (بالألمانية: Sascha Pfeffer)‏ هو لاعب كرة قدم ألماني في مركز الوسط، ولد في 19 أكتوبر 1986 في هاله في ألمانيا. لعب مع دينامو درسدن وكيمنتزر ونادي هالشر.

## وصلات خارجية
- ساشا بفيفر على موقع قاعدة بيانات كرة القدم.إي يو (الإنجليزية)
- ساشا بفيفر على موقع بيانات كرة القدم. دي إي (الألمانية)
- ساشا بفيفر على موقع Soccerway.com (الإنجليزية)
- ساشا بفيفر على موقع عالم كرة القدم.نت (الإنجليزية)